# استفان رابرت
 استفان رابرت (انگلیسی: Stéphane Robert؛ زاده ۱۷ مهٔ ۱۹۸۰) یک تنیس‌باز اهل فرانسه است. 